# داویت مودزماناشویلی
داویت مودزماناشویلی (به گرجی: დავით მოძმანაშვილი) (زادهٔ ۷ نوامبر ۱۹۷۹) کشتی‌گیر گرجستانی-ازبکستانی در دستهٔ فوق‌سنگین کشتی آزاد است. مودزماناشویلی دارندهٔ مدال برنز قهرمانی کشتی جهان ۲۰۱۱ و بازی‌های آسیایی ۲۰۱۸ و نیز قهرمان کشتی آسیا در سال ۲۰۱۸ است. او کشتی‌گیر گرجستان در المپیک ۲۰۱۲ لندن بود که در این مسابقات به مدال نقره رسید اما پس از اعلام مثبت شدن تست دوپینگ، این مدال از او پس گرفته شد.
تست دوپینگ مودزماناشویلی در بازی‌های المپیک تابستانی ۲۰۱۲ مثبت اعلام شد و مدال نقره از وی پس گرفته شد.